# Auguste Famin
Pour les articles homonymes, voir Famin.
Auguste-Pierre-Sainte-Marie Famin est un architecte français, né à Paris en 1776, mort en octobre 1859.

## Biographie
Auguste Famin remporte le grand prix de Rome en 1801 pour un projet de Forum. Il réside à l'académie de France à Rome entre 1801 et 1806.
À son retour en France, il publie avec Auguste Henri Victor Grandjean de Montigny un ouvrage sur les bâtiments de Toscane, qui a beaucoup renforcé l'intérêt porté à l'architecture de la Renaissance italienne.
Dès son retour, il est nommé inspecteur des travaux de Rambouillet, sous la direction de Pierre Fontaine puis architecte du château de Rambouillet. Il propose plusieurs projets de reconstruction totale mais aucun n'est finalement retenu. 
Napoléon Ier, après la naissance de son fils le 20 mars 1811, demande à Auguste Famin de transformer l'hôtel du duc d'Angiviller, gouverneur du domaine de Rambouillet, construit en 1784-1785 par l'architecte Jacques-Jean Thévenin. En 1812, l’édifice prend le nom de « Palais du roi de Rome ».
En 1822, Fontaine le juge sévèrement lors de sa destitution pour manquement à sa hiérarchie : « Celui-ci dont les talents et l'ambition ne sont pas dans une proportion égale et qui, dans tout ce qu'il a fait, a toujours été conduit par le désir de paraître singulier... ».
Il est le père de l'architecte Charles Victor Famin (1809-1910), lui-même prix de Rome en 1835.

## Principales constructions
- 1808 : pavillon de chasse de l'Empereur ou Pavillon Pourras au Perray-en-Yvelines (ruiné en 1840 et restauré en 1967)[1]
- 1809-1811 : palais du Roi de Rome à Rambouillet[2]

## Ouvrage d'Auguste Famin
- Auguste-Victor Grandjean de Montigny et Auguste Famin, Architecture toscane, ou palais, maisons ou autres édifices de la Toscane, mesurés et dessinés, Imprimerie Pierre Didot, 1806 (lire en ligne)

## Élèves
(liste non exhaustive)
- Pierre-Jules Jollivet (1794-1871)